# Pseudoeucanthus uniserratus
Pseudoeucanthus uniserratus är en kräftdjursart som beskrevs av Wilson 1913. Pseudoeucanthus uniserratus ingår i släktet Pseudoeucanthus och familjen Bomolochidae. Inga underarter finns listade i Catalogue of Life.